# Spion Kop-i csata
A Spion Kop-i csata a második búr háború egyik legismertebb és legvéresebb csatája volt. A csata a Spion Kop magaslaton, közel Ladysmith városhoz zajlott. A részt vevő britek katonai parancsnoka Sir Charles Warren altábornagy volt, a búrokat pedig Louis Botha vezette.

## A csata előzményei

### A háború előzményei és annak kitörése
Miután a napóleoni háborúk idején az angolok megszerezték a hollandok nyugat-afrikai gyarmatait, az ottani holland telepesek (búrok) kelet felé vándoroltak és megalapítottak számos államot. Ezek közül a legfontosabb az Oranje Szabadállam és a Transvaal Köztársaság volt. A két megalakult búr állam eleinte nem érdekelte a briteket, de végül sikerült békés annexióval megszerezniük őket. A búrok azonban fellázadtak és az így kitört első búr háború, amiben a búrok legyőzték a szakképzettebb angol csapatokat és az O’Neil Cottage-i békében a britek korlátozottan elismerték a két búr állam függetlenségét. Hamarosan azonban egyre több hír került napvilágra arról, hogy a két állam területén aranylelőhelyeket találtak és a két állam hirtelen újra a középpontba került. A Brit Birodalom meg akarta szerezni a gazdag arany és gyémánt lelőhelyeket és végül ez újabb háborúhoz vezetett.
Joseph Chamberlain 1899 szeptemberében ultimátumot adott a búroknak, hogy adják át a területeiket, vagy megtámadják őket a brit csapatok.
Paul Kruger transvaali elnök is kiadott egy 48 órás ultimátumot, hogy a britek vonják vissza a csapataikat Transvaal határától. Szövetségesük Oranje Szabadállam is melléjük állt. Az ultimátum elutasítása után 1899. október 11-én kitört a háború.
Az "első lövésekre" 1899. október 12-én került sor a kraaipani csatában, ahol a búrok arattak fölényes győzelmet. Ez azonban nem maradt így sokáig, mivel a talana-hegyi csatában a Sir William Penn Symons vezette számbeli fölényben lévő britek értek el taktikai sikert, majd az elandslaagtei csata fölényes brit győzelemmel zárult és a búrok jelentős veszteségeket szenvedtek. A britek elandslaagtei győzelmétől délre azonban a Ladysmithnél zajló csatából a búrok kerültek ki győztesen és ezzel hamarosan kezdetét vette a város 118 napos búr ostroma.

### Ladysmith ostroma
1899. október 30-án a Piet Joubert, Piet Cronjé és Christiaan de Wet vezette kb. 21 000 főt számláló búr sereg sikeresen szétzúzta a több mint 12 000 főt számláló, jobban felszerelt és kiképzett, Sir George Stuart White tábornok vezette sereget. A csata után Piet Cronjé tábornok a heilbroni burgerekkel, a Winburgból és Harrismithből származó egységek egy részével november 1-jén hajnalban az éj lepje alatt megkerülte Ladysmith városát és állásokat épített ki a várostól délre és délnyugatra. Még aznap döntés született a két búr állam képviselői között, hogy a búr csapatok ostrom alá veszik Ladysmithet. Kisebb összecsapásokra kerül sor. November 3-án megközelítőleg 1500 lovas és néhány angol gyalogos egység támadásával zavarja a búr ostromlókat, de semelyik fél nem szenved súlyos veszteségeket. 1899 novemberének közepén a dél-afrikai brit csapatok főparancsnokává Sir Redvers Buller tábornokot nevezik ki, akinek egyik fő céljává Ladysmith felmentése válik. Az angol tábornok 1899. december 15-én próbálkozik meg először a város felmentésével, de csúfos vereséget szenved a Colensói csatában.

### A Colensói csata

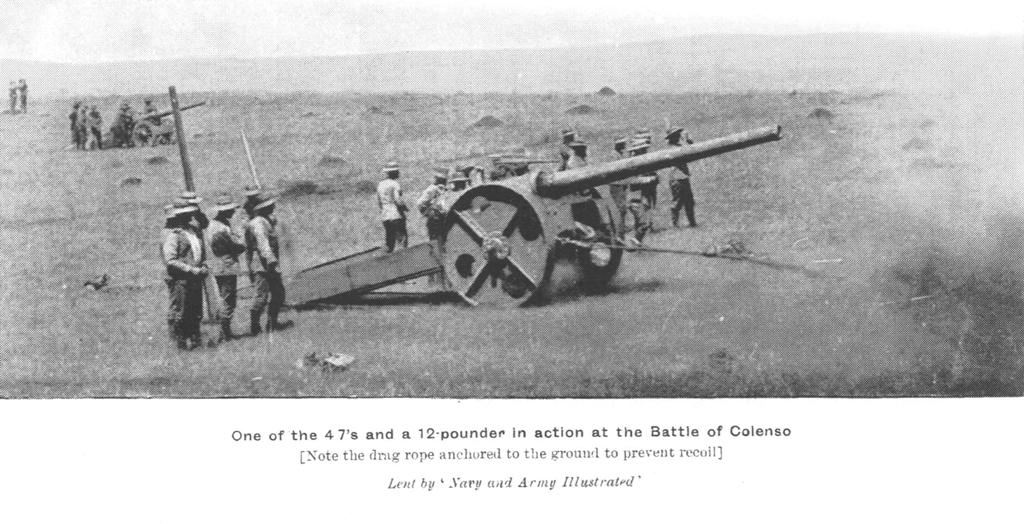
A britek QF 4.7 hüvelykes ágyúja tüzet nyit a búrokra a Colensói csata közben

1899. december 15-én a Sir Redvers Buller vezette, 16 700 főt számláló brit sereg a Tugela folyón való átkelésre készült avval a céllal, hogy segítsen Ladysmith városának több hónapja tartó búr ostromának megtörését. A Louis Botha tábornok vezette 4500 katona nyílt terepen semmiképp nem győzhette volna le a számbeli fölényben levő briteket, ezért cselhez folyamodtak. A csatát megelőző időben a transvaali katonák Colensónál a folyó közé ásták be magukat, erődítményeket építettek és azokat aprólékosan álcázták, így szinte láthatatlanokká váltak.
A december 15-i angol támadás idején a britek elhanyagolták a felderítést, ezért kevés információval és biztosítás nélkül meneteltek a búrok feltételezett pozíciói felé. Az egyik kisebb dombra küldött angol csapat jelentett, hogy a környéken nem találkoztak ellenséges csapatokkal. Ezért főcsapatban maradt ezredek lementek a folyó völgyébe és megpróbáltak átgázolni rajta, ekkor azonban a búrok felfedték magukat és pusztító golyózáporral fogadták az átkelő briteket. Hamarosan zűrzavar lett úrrá a brit katonáknál. A legtöbb angol löveg túl közel jött az ütközet színhelyéhez és így nem tudtak érdemben részt venni a csatában. A tüzérek nagy része a búrok puskái által halt meg és a hadianyag jelentős részei is a transvaaliak kezére került. A messzebbről erősítésül jövő angol ezredek segítséget nyújtottak a csapdába esett társaiknak, de hamarosan ők is visszavonulásra kényszerültek és a búrok nyerték a csatát.
A britek a foglyokkal együtt közel 1300 főt vesztettek el tíz ágyúval együtt, a búrok csak ötven embert.

## A szemben álló erők

### Az Egyesült Királyság
Az Egyesült Királyság itteni erőinek parancsnoka: Sir Redvers Buller összesen 20 000 embert vezényelt Spion Kop környékére. A csapatok áthelyezésére részben azért volt szükség, mert a háború legelején a búr erők ostromgyűrűbe fogták Ladysmith városát és az angol egységeknek a város felmentésének érdekében azt a parancsot adták, hogy el kell foglalni a várost övező harcászati szempontból jelentős dombokat. A spion kopi magaslat elfoglalásával a már elég idős Sir Charles Warren altábornagyot bízták meg és a kifejezetten a magaslat elleni rohamra kijelölt 1700 fős egységnek a parancsnoklásával pedig Edward Woodgate vezérőrnagyot bízták meg.
A brit csapatok ekkoriban már nagyrészt rejtőszínű, khaki egyenruhákban harcoltak, ami a jellegzetes vörös egyenruhájukat váltotta fel a háború megkezdését követő időszakban. Fegyverzetük és tüzérségük rendkívül modernnek számított, azonban a búrokkal ellentétben alakulataik a legtöbbször rendezett alakzatokban támadtak és taktikáik nem feleltek meg a gerilla hadviselés szabályainak. A britek ebből az okból is kifolyólag a háborúban több csatát is elvesztettek a gyakran többszörösen kevesebb katonával rendelkező búrokkal szemben.

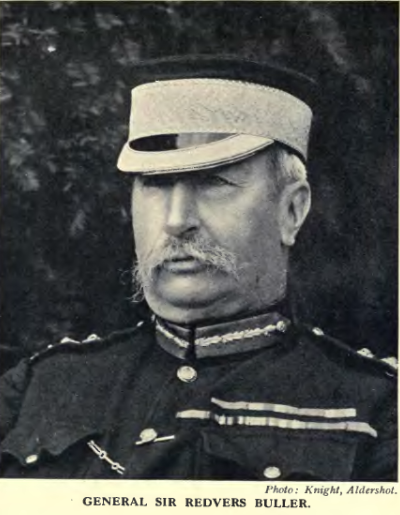
Sir Redvers Buller
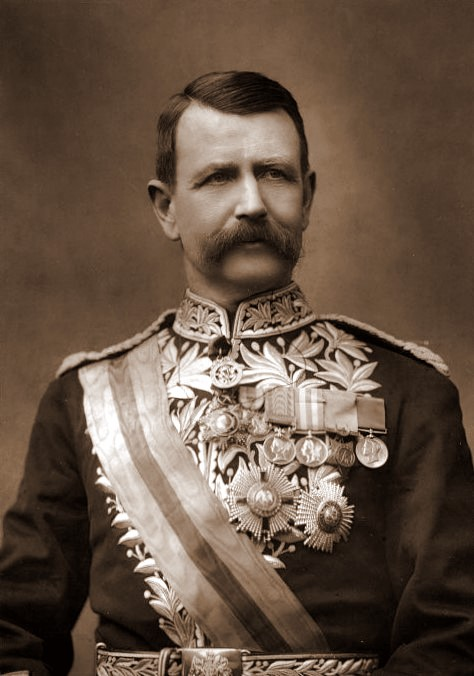
Sir Charles Warren
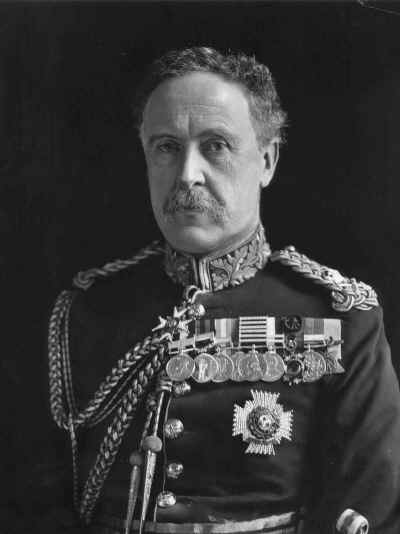
Neville Lyttelton

### A búrok
A búrok kevesebben voltak és sokuk gyengébb fegyverzettel rendelkezett, mint a britek. Sokuknak azonban már modernebb, Mauser puskáik voltak, melyeket még a háború elején vett Piet Joubert búr tábornok a németektől, összesen több mint 30 000 darabot néhány Krupp ágyúval egyetemben. Ezek ellenére azonban a búroknak egyedül a terepismeretük és elszántságuk nyújtott valamennyi előnyt az angolokkal szemben. A csatában részt vevő mintegy 8000 fő vezetője Louis Botha transvaali tábornok volt. Fontosabb parancsnok volt még Schalk Willem Burger és Hendrik Fredrik Prinsloo. Botha tábornok katonáit úgy helyezte el, hogy egy kisebb csapat a magaslaton helyezkedett el, ezt azonban a brit erők nem tudták. Az ott lévő szirteken, állásokban a búr mesterlövészek később a csata idején rengeteg kár fognak okozni a támadó angoloknak.

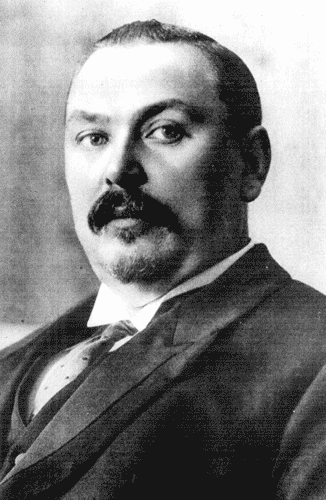
Louis Botha
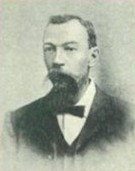
Schalk Willem Burger
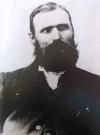
Hendrik Fredrik Prinsloo

## A csata

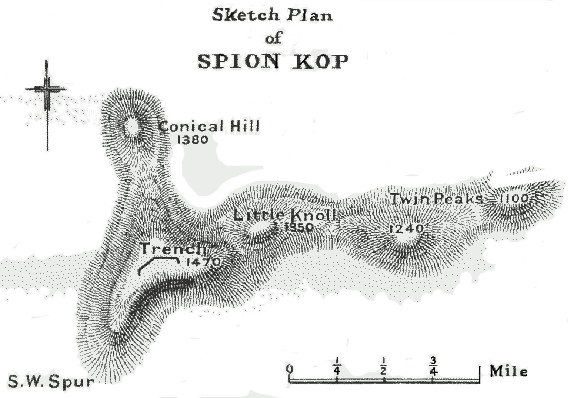
Spion Kop térképe

A szégyenletes colensói vereséget követően Buller tábornok erői utánpótlást kaptak, megerősítették a gyalogos csapatokat és új ágyukat hoztak. 1900 januárjában Buller felmentő sereget küldött a britek búrok által szorongatott Ladysmith városának megsegítésére és a városhoz közeli Spion Kop dombjának elfoglalására. A 15 000 fős alakulat parancsnokává Sir Charles Warren altábornagyot tette meg, aki erre a feladatra nem volt a legszerencsésebb választás idős kora és gyenge stratégiai képességei miatt. Spion Kop magaslat bevételét a brit egységek közül a lancesteri ezred kapta.
A megerősített erők támadása 1900. január 24-én indult, sűrű ködben. A brit hadvezetés annyira lebecsülte a búrok erejét, hogy nem küldött előzetesen felderítőket. Ezért a hegyre vonuló katonáknak nem volt semmi elképzelésük az ellenség állásainak ereje és helye felől. Azonban az 1700 főt számláló támadó éknek nem csak az információja volt kevés, hanem a megfelelő hegymászó felszerelésnek is híján volt. Ennek ellenére a britek folyamatosan vonultak felfelé a magaslaton és eleinte a katonák csak csekély ellenállásba ütköztek. Így miután elérték a tetőnek gondolt magaslatot azt hitték, hogy nincsenek már ott további búrok, s ezért letáboroztak.
A köd felszállta után azonban szembesültek azzal, hogy mégsem a tetőn vannak. A katonák nem a hegy tetején voltak, hanem csak egy nyílt tisztáson, ahol kiváló célpontot nyújtottak annak a néhány búr mesterlövésznek, akik a hegytetőn levő fedezékeikből golyózáport zúdítottak rájuk. A búr parancsnokot is meglepte, hogy ilyen hirtelen jelentek meg az angolok, de a katonák gyorsan reagáltak és az oldalsó állásokban is tüzelőállást vettek fel. A britek helyzete lassan tarthatatlanná vált, hiszen a küzdelem egyre inkább egyoldalú céllövöldéhez kezdett hasonlítani. Amíg a lancasteri ezred a hegytetőn életben maradásért küzdött, addig a hegy lábánál álló 20 000 fős brit erő nem is sejtette mi folyik fent.

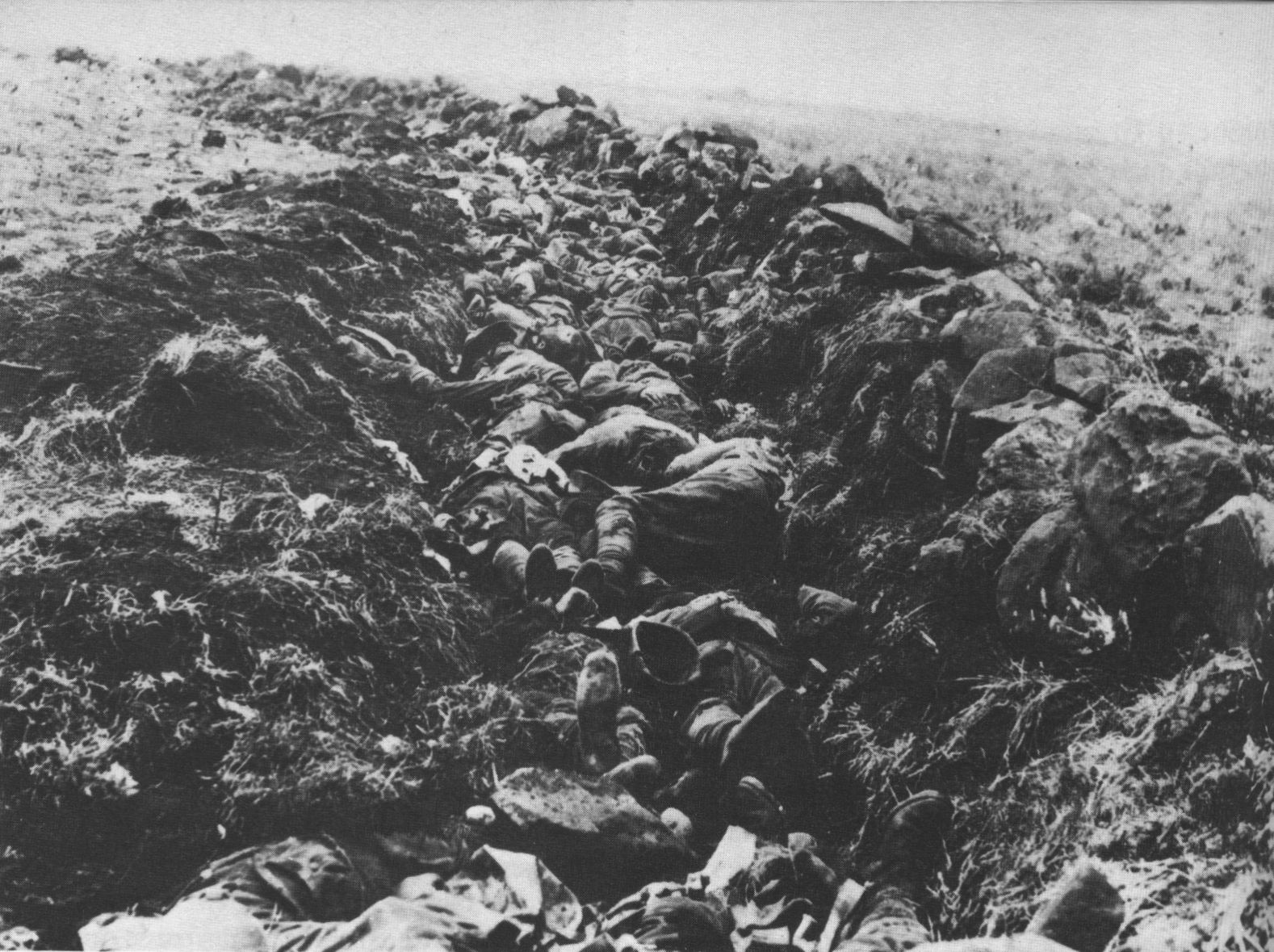
Elesett brit katonák.

Egyedül egy valaki sejtette meg, hogy a „fentiek” bajba kerültek és ez az ember Winston Churchill volt, aki a búr háború ezen szakaszában, mint haditudósító vett részt. Ezt az érzését amikor szóvá tette Warren altábornagynak, az dühében letartóztatta őt. A hegytetőn ragadt brit katonák moccanni sem mertek, mert aki megmozdult arra a búr katonák habozás nélkül rálőttek. A folyamatos küzdelemben a lancasteriek rengeteg veszteséget szenvedtek, közük parancsnokuk, Edward Woodgate vezérőrnagy is elesett. Ennek ellenére az angolok folytatták a küzdelmet és nem akarták magukat megadni. Woodgate helyét helyettese, Alexander Thorneycroft vette át, aki végül a túlélőknek elrendelte a visszavonulást. Bár nem tudta, de hibát követett el, mert a lent állomásozó brit katonák parancsnoka: Warren altábornagy rádöbbent, hogy lehet mégis a haditudósítónak van igaza. Parancsot adott a magaslat elleni általános támadásra és így a lefelé és a felfelé igyekvő katonák egymást akadályozták, ami további felesleges áldozatokat jelentett. Az így kialakult káosznak a britek teljes visszavonulása vetett véget, annak érdekében, hogy már további felesleges veszteségek ne érjék őket.

## A csata következményei
Mindent összevetve a britek 1700 embert vesztettek, ezzel szemben a búrok csak 335 halottat és sebesültet számolhattak össze. A britek nagy árat fizettek azért, mert nem készültek fel és nem mérték fel a terepet, annak ellenére, hogy mind létszámban és mind fegyverzetben erősebbek voltak.
A kudarc miatt Sir Redvers Buller főparancsnoki posztja végzetesen megingott és végül a szintén csúfos brit vereséggel végződő Vaal Krantz-i csatát követően lemondásra kényszerült. Bullernek azonban a február 14-én kezdődő és elhúzódó Tugela Heights-i csata végre szerencsét hozott és hosszú küzdelmet követően a megvert búr csapatok feladták Ladysmith ostromát és a város felszabadult. Buller helyére Lord Frederick Roberts tábornagy került, aki több győzelmet is aratott a búrok felett, azonban biztos győzelmet nem sikerült kieszközölnie. Egy év múltán a helyére új tábornok lépett Herbert Kitchener személyében, aki a későbbiek során végül le tudta győzni a búrokat és végeredményként a két búr államot beolvasztották a Brit Birodalomba.

## Emlékezete
- A Spion Kop-i csatatéren található emlékhelyen számtalan emlékmű, felirat és katonai sír található. Itt található Sir Edward Woodgate sírja is.
- Az angliai Nottinghamshire-ben található egyik település a csata után felvette a Spion Kop nevet.
- A „Spion Kop” része lett az egyetemes labdarúgó kultúrának is. Az egyik kapu mögött kialakított terasz-szerű lelátót „Spion Kop”-nak nevezik. Így tisztelegnek például a Liverpool FC szurkolói a háborúban vívott ütközet halottjai előtt, hiszen a harcmezőn vereséget szenvedő lancasteri ezred áldozatai közül a legtöbben liverpooli származásúak voltak.[4][5]